# Шульц, Эрнст
Эрнст Людвиг Эммануель Шульц (дат. Ernst Ludvig Emanuel Schultz; 15 июня 1879, Хорсенс — 20 июня 1906, Роскильде Фьорд) — датский легкоатлет, бронзовый призёр летних Олимпийских игр 1900.
На Играх Шульц участвовал только в беге на 400 м. Сначала он занял второе место в полуфинале, и, пройдя в финал, занял третье место в заключительной гонке, выиграв бронзовую медаль.